# 에디 콜린스 주니어
에드워드 트로브리지 콜린스 주니어(Edward Trowbridge Collins Jr., 1916년 11월 23일 ~ 2000년 11월 2일)는 미국의 전 프로 야구 선수로, 우투좌타였다. 3시즌 동안 메이저 리그 베이스볼 (MLB)의 필라델피아 애슬레틱스에서 외야수로 뛰었다. 통산 132경기에 출전해 66안타, 41득점, 16타점, .241의 타율을 기록하였다. 미국 야구 명예의 전당에 헌액된 전설적인 2루수 에디 콜린스의 아들이다.